# 中山浩太郎
中山 浩太郎（なかやま こうたろう、1978年 - ）は、日本の研究者。東京大学「知の構造化センター」特任助教。人工知能、ウェブ工学、Wikipediaを専門に研究している (#業績参照)。

## 略歴
大分県別府市出身。1997年別府市立別府商業高等学校情報処理科卒業。2001年関西大学総合情報学部総合情報学科卒業。2003年同大学大学院総合情報学研究科修士課程修了。2000年10月から2003年9月、株式会社関西総合情報研究所代表取締役社長。2002年4月から2004年3月、同志社女子大学非常勤講師。2007年3月、大阪大学大学院情報科学研究科より博士（情報科学）の学位を取得。2007年4月から2008年3月、大阪大学大学院情報科学研究科の特任研究員。2008年4月から2012年3月、東京大学「知の構造化センター」の特任助教。2012年4月、東京大学「知の構造化センター」の特任講師に就任。2014年12月、東京大学大学院工学系研究科技術経営戦略学専攻の特任講師に就任。

## 人物
マイクロソフト社主催の学生技術コンテスト「Imagine Cup」ソフトウェアデザイン部門の世界大会に3年連続で出場し、入賞した。現在は同大会の審査員を務めている。

## 業績
Wikipediaの知識抽出コーパスとしての有用性を示した研究で知られている。
特に、カテゴリやリンクの構造に着目して、Wikipediaからの知識抽出を行っている点に特徴がある。

## 著書

### 編著
- 田中成典監修、中山浩太郎編『ステップアップVisualC#、NET入門』森北出版、2002年
- 田中成典監修、中山浩太郎編『DirectX 8 : 3Dの基礎とゲームの作り方 : Visual Basicで「DirectX Graphics」「DirectInput」を使う』工学社、2001年

### 共著
- 柳沢良則・中山浩太郎『マイクロソフト認定技術資格試験MCP/MCSE攻略ハンドブック IIS4.0編』リックテレコム、1999年
- 田中成典、小林孝史、岩井雅治、中山浩太郎、松原吏志『Perlの達人』森北出版、1999年
- 中山浩太郎、田中成典、坂口良史、藤田勇一、中山浩太郎、吉川弘一郎、吉田博哉、吉田充宏『決定版VisualBasic』共立出版、2000年
- 田中成典、小林孝史、吉田充宏、物部寛太郎、DimitriosValmas、三浦卓、宮脇由起、中山浩太郎『Linuxアプリケーション入門』森北出版、2002年
- 中山浩太郎、野中一希、中村健二、上原加奈子、楠本浩司、杉江奈津子、藤原七恵、小塙明日香、船越真理、吉川幸江『VisualBasic、NETの基礎』工学社、22004、
- 中山浩太郎、中村健二、上山智士、高田一沙、竹崎輝隆、谷川敬一郎、古堅則之、松下真生子『実践UMLによるシステム開発 SEのためのVisioと、NET活用術』共立出版、2004年